# Benetton B191
El Benetton B191 es un coche de carreras de Fórmula 1, con el que el equipo Benetton compitió en la temporada 1991 de Fórmula 1 y a principios de 1992. Diseñado por John Barnard y Mike Coughlan, el coche hizo su debut en el Gran Premio de San Marino de 1991, conducido por dos pilotos brasileños, el tres veces campeón mundial de pilotos Nelson Piquet y Roberto Moreno. El B191 estaba propulsado por el motor Ford HBA5 V8 en un acuerdo exclusivo con Ford y funcionaba con neumáticos Pirelli. Tras el Gran Premio de Bélgica, el equipo reemplazó a Moreno por el recién llegado alemán Michael Schumacher.

## Historia
Nelson Piquet le dio al B191 su única victoria en el Gran Premio de Canadá de 1991 después de que el Williams-Renault líder de Nigel Mansell sufriera una falla eléctrica a menos de media vuelta del final, lo que le dio a Piquet la última victoria de su carrera en la Fórmula 1.
El coche se puso en servicio durante las tres primeras carreras de la temporada 1992 con pequeñas mejoras en la carrocería y la suspensión. Este coche fue denominado B191B. Schumacher permaneció en el equipo mientras Martin Brundle reemplazó a Nelson Piquet, que se retiraba, en el segundo coche del equipo.
El B191 fue el primer Benetton en presentar el morro elevado, ahora estándar, del que Tyrrell fue pionero en 1990.
El B191B fue reemplazado por el Benetton B192 tras el Gran Premio de Brasil de 1992.

## Resultados
(Clave) (negrita indica pole position) (cursiva indica vuelta rápida)

| Año     | Chasis | Motor   | Neu. | N.º | Pilotos            | 1   | 2   | 3   | 4   | 5   | 6   | 7   | 8   | 9   | 10  | 11  | 12  | 13  | 14  | 15  | 16  | Puntos | Pos. |
| ------- | ------ | ------- | ---- | --- | ------------------ | --- | --- | --- | --- | --- | --- | --- | --- | --- | --- | --- | --- | --- | --- | --- | --- | ------ | ---- |
| 1991    | B191   | Ford V8 | P    |     |                    | USA | BRA | SMR | MON | CAN | MEX | FRA | GBR | GER | HUN | BEL | ITA | POR | ESP | JPN | AUS | 38.5*  | 4.º  |
| 1991    | B191   | Ford V8 | P    | 19  | Roberto Moreno     |     |     | 13  | 4   | Ret | 5   | Ret | Ret | 8   | 8   | 4   |     |     |     |     |     | 38.5*  | 4.º  |
| 1991    | B191   | Ford V8 | P    | 19  | Michael Schumacher |     |     |     |     |     |     |     |     |     |     |     | 5   | 6   | 6   | Ret | Ret | 38.5*  | 4.º  |
| 1991    | B191   | Ford V8 | P    | 20  | Nelson Piquet      |     |     | Ret | Ret | 1   | Ret | 8   | 5   | Ret | Ret | 3   | 6   | 5   | 11  | 7   | 4   | 38.5*  | 4.º  |
| 1992    | B191B  | Ford V8 | G    |     |                    | RSA | MEX | BRA | ESP | SMR | MON | CAN | FRA | GBR | GER | HUN | BEL | ITA | POR | JPN | AUS | 91*    | 3.º  |
| 1992    | B191B  | Ford V8 | G    | 19  | Michael Schumacher | 4   | 3   | 3   |     |     |     |     |     |     |     |     |     |     |     |     |     | 91*    | 3.º  |
| 1992    | B191B  | Ford V8 | G    | 20  | Martin Brundle     | Ret | Ret | Ret |     |     |     |     |     |     |     |     |     |     |     |     |     | 91*    | 3.º  |
| Fuente: |        |         |      |     |                    |     |     |     |     |     |     |     |     |     |     |     |     |     |     |     |     |        |      |

- * 6 puntos obtenidos con el Benetton B190B
- * 80 puntos obtenidos con el Benetton B192